# ياسين جبارات
 ياسين جبارات  (1981 الجزائر) هو لاعب كرة قدم جزائري.